# レントより遅く
『レントより遅く』（フランス語: La Plus que lente）は、1910年にクロード・ドビュッシーによって書かれたワルツである 。『前奏曲集 第1集』の出版から間もなく書かれた。この作品はパリのニューカールトンホテルで初演され、そこで弦楽器に編曲され、ドビュッシーが書いた（そして作曲家から原稿を渡された）ヴァイオリニスト、レオニによって演奏された。 最終的には、作曲者はオリジナルのピアノ版と、小管弦楽編曲版（フルート、クラリネット、ピアノ、ツィンバロム、弦五部）の二つを残した。ヴァイオリンとピアノの版およびピアノ連弾版はレオン・ロック (Léon Roques) によって編曲が行われた。

## スタイル

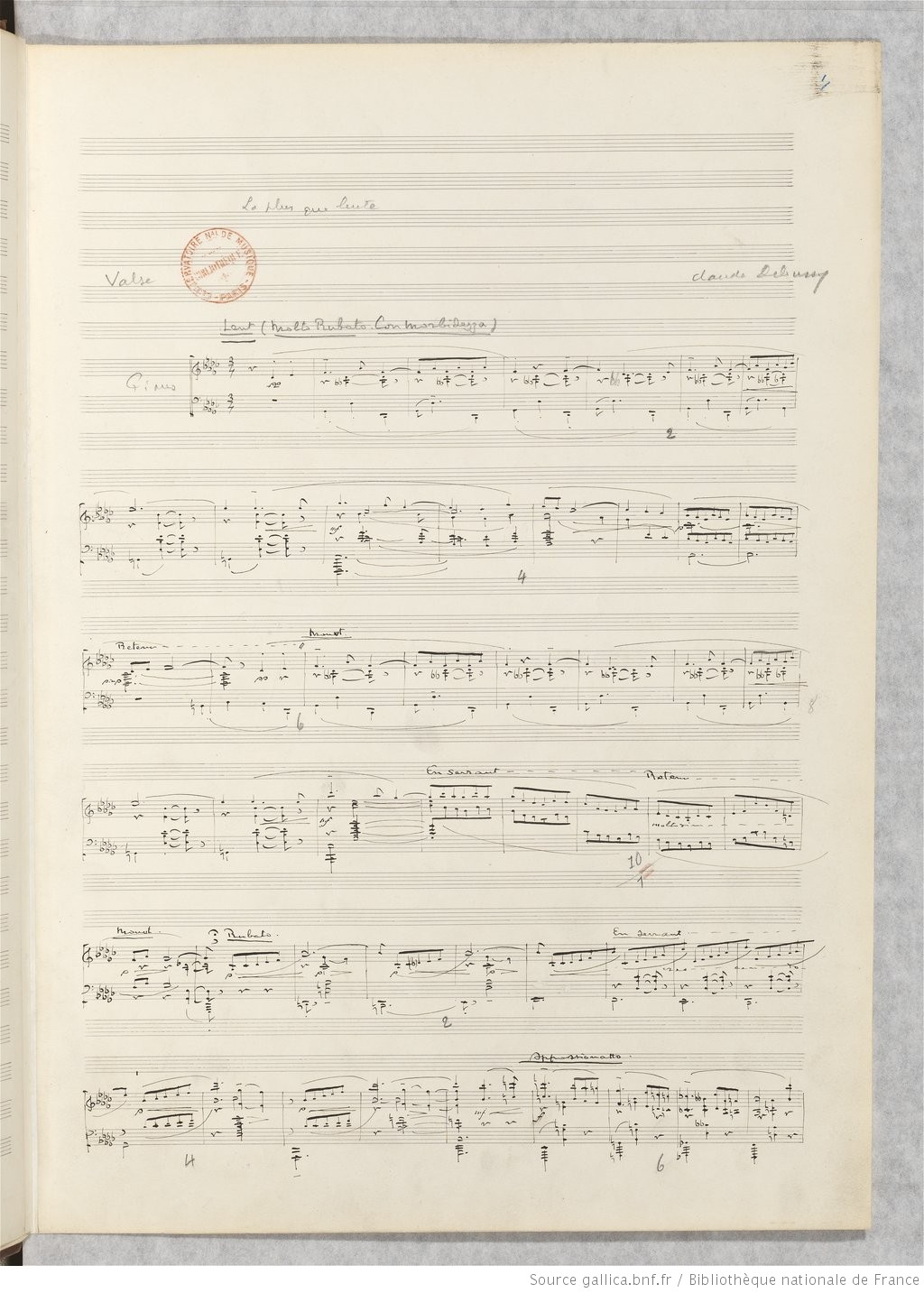
『レントより遅く』自筆譜・譜面第1頁（1910）

「レントより遅く」というタイトルであるが、ドビュッシーはゆっくりと演奏されることを意図していなかった。この文脈での「レント」とは、ドビュッシーが模倣しようとしたヴァルス・ラント（遅いワルツ）という当時のパリで人気のあったジャンルを指している。ドビュッシーが自作曲に名前を付けるときの辛辣なアプローチの典型であるが、それはフランスの社会的雰囲気における遅いワルツの広大な影響に対する彼の反応を表す。しかし、フランク・ハウズが指摘したように、「『レントより遅く』は、ドビュッシーの皮肉でユーモラスな方法で、他のすべての『ヴァルス・ラント』（遅いワルツ）を凌駕している。」 
この作品には「モルト・ルバート・コン・モルビデッツァ」と記されており、ドビュッシーが柔軟なテンポを奨励していたという裏付けとなる。

## 歴史
ドビュッシーは、マントルピースにあった小さな彫刻「ラ・ヴァルス」から、『レントより遅く』のインスピレーションを受けたと言われている。 しかし、様々な人物がその他のインスピレーションの源を指摘し、このワルツとドビュッシーの以前の作品である『バラード』との類似性を引用している人もいる 。
ピアノ版の楽譜はデュランから1910年7月に『フィガロ』の別冊として出版された。
作曲の同じ年に、デュランによって作品のオーケストレーションが考案されたが、ドビュッシーはスコアのパーカッションの多用に反対し、新しい編曲を提案し、出版社あてに次のように書いている。
Examining the brassy score of La plus que lente, it appears to me to be uselessly ornamented with trombones, kettle drums, triangles, etc., and thus it addresses itself to a sort of de luxe saloon that I am accustomed to ignore!—there are certain clumsinesses that one can easily avoid! So I permitted myself to try another kind of arrangement which seems more practical. And it is impossible to begin the same way in a saloon as in a salon. There absolutely must be a few preparatory measures. But let's not limit ourselves to beer parlors. Let's think of the numberless five-o'-clock teas where assemble the beautiful audiences I've dreamed of.—Claude Debussy, 25 August 1910
1913年、ドビュッシー本人がヴェルテ＝ミニョン社の自動ピアノ用に演奏を記録した。